# Polizeiruf 110: Das Inserat
Das Inserat ist ein deutscher Kriminalfilm von Heinz Seibert aus dem Jahr 1974. Der Fernsehfilm erschien als 27. Folge der Filmreihe Polizeiruf 110.

## Handlung
In einer Autoreparaturwerkstatt hört Buchhalterin Juliane eines Abends Geräusche aus dem Kassenraum. Sie sieht nach und wird von einem vermummten Mann überwältigt. Der Mann kann fliehen. Im Safe fehlen 10.000 Mark. Oberleutnant Jürgen Hübner und Wachtmeister Lutz Subras übernehmen die Ermittlungen. Zunächst wird Julianes Freund Marko Buchholz verdächtigt. Er war bereits gegen 22 Uhr am Betrieb angekommen um Juliane abzuholen, war jedoch erst eine halbe Stunde später bei ihr. Er gibt an, in der Zwischenzeit noch Reparaturarbeiten an einem Auto vorgenommen zu haben, weil er zu früh da war. Der Verdacht gegen Marko erhärtet sich, als in seiner Garage der Wagen seiner Kundin Frau Müller-Dommisch gefunden wird, der deutliche Unfallspuren aufweist. Marko war mit dem Wagen dem Freund seiner Mutter, Eddi Alscher, hinterhergefahren, der als Angestellter der Kundenannahme im gleichen Betrieb wie Marko arbeitet. Er vermutete, dass Eddi sich mit anderen Frauen treffen wollte. Bei der Verfolgungsjagd durch den Wald kam es zum Unfall. Die Reparatur würde rund 8000 Mark kosten, doch ist Marko gewillt, das Auto aus eigener Tasche zu reparieren.
Auch Eddi Alscher selbst steht unter Verdacht. Kfz-Mechaniker Richard Pauli sagt aus, dass er Eddi am Tatabend am Betrieb gesehen habe. Er habe ihn noch angesprochen, doch habe Eddi auf seinen Zuruf nicht reagiert. Eddi wiederum behauptet, den ganzen Abend mit seiner Freundin Beate Buchholz, der Mutter von Marko, vor dem Fernseher gesessen zu haben. Erst später gibt er zu, zwischendurch kurz Zigaretten gekauft zu haben. Er habe auch Richard Pauli gesehen, allerdings mit einer Frau. Daher habe er auch nicht auf Richards Zuruf gehört, weil er dachte, beide wollten allein sein.
Von Herrn Ratzek erfährt Jürgen Hübner, dass Eddi ihn um Geld prellen will. Er habe einst Eddi in der Werkstatt gefragt, ob er ihm einen BMW Dixi organisieren könnte, und Eddi habe ihm dies zugesagt. Ratzek zahlte ihm einen Vorschuss von 6800 Mark für den Wagen, den Eddi jedoch nie lieferte. Angeblich hatte es sich der Verkäufer des Wagens anders überlegt. Inzwischen drängt Ratzek auf sein Geld und hat Eddi eine Frist von drei Tagen für die Rückzahlung eingeräumt. Eddi versucht, sich bei Beate Geld zu leihen, doch lehnt sie eine auf Schulden gebaute Beziehung ab. Eddi lässt die von Ratzek gesetzte Frist verstreichen. Erst ein Trick führt die Ermittler auf die richtige Spur. Jürgen Hübner lässt einen Mitarbeiter der Mordkommission seinen BMW Dixi per Inserat verkaufen. Eddi, der händeringend einen solchen Wagen zum Verkauf an Ratzek sucht, erwirbt den Wagen – mit dem gestohlenen Geld aus dem Kassenraum seines Betriebes, wie sich über die Seriennummern auf den Scheinen feststellen lässt. Eddi wird als Täter verhaftet.

## Produktion
Das Inserat wurde vom 23. April bis 8. Juni 1974 unter dem Arbeitstitel Die Brigade in Berlin gedreht, darunter in Karolinenhof und Oberspree. Die Kostüme des Films schuf Isolde Müller-Claud, die Filmbauten stammen von Heinz Zeise. Der Film erlebte am 29. September 1974 im 1. Programm des Fernsehens der DDR seine Fernsehpremiere. Die Zuschauerbeteiligung lag bei 53,9 Prozent. Unter den Schauspielern waren Alicja Bobrowska, die Miss Polen des Jahres 1957, und der in der DDR erfolgreiche Schlagersänger Thomas Lück.
Es war die 27. Folge der Filmreihe Polizeiruf 110. Oberleutnant Jürgen Hübner und Wachtmeister Lutz Subras ermittelten in ihrem 11. Fall. Der Film galt jahrelang als verschollen, wurde jedoch 2010 wiederentdeckt. Die erste Ausstrahlung nach Auffindung des Filmnegativs erfolgte am 7. Dezember 2010.